# 扎季什涅 (鮑里斯皮爾區)
50°16′50″N 30°52′23″E / 50.28056°N 30.87306°E
扎季什內（烏克蘭語：Затишне）是位於烏克蘭北部的村莊，由基辅州鲍里斯皮尔区的霍拉市鎮負責管轄。該村始建於1925年，面積0.63平方公里，海拔高度114米，2001年人口202，人口密度每平方公里321.7人。